# Piraci z Karaibów: Skrzynia umarlaka
Piraci z Karaibów: Skrzynia umarlaka – amerykański film fabularny, druga część kasowego przeboju filmowego roku 2003, Piraci z Karaibów: Klątwa Czarnej Perły.
Premiera w USA odbyła się 7 lipca 2006 roku, a w Polsce 21 lipca. W pierwszy weekend premiery filmu w Stanach Zjednoczonych sprzedaż biletów przyniosła 135,6 mln dolarów.

## Fabuła
Fabuła filmu znów obejmuje trzy główne postacie: Williama Turnera (granego przez Orlando Blooma), Kapitana Jacka Sparrowa (w tej roli Johnny Depp) i narzeczoną Willa, Elizabeth Swann (Keira Knightley). Akcja filmu rozpoczyna się od aresztowania Willa i Elizabeth przed ich własnym ślubem. Zostają wtrąceni do lochu za pomaganie w ucieczce kapitanowi Jackowi Sparrowowi. Natomiast kapitan Czarnej Perły (właśnie Jack Sparrow) dowiaduje się od jednego z członków załogi „Latającego Holendra”, którego kapitanem jest demoniczny Davy Jones, że musi spłacić dług zaciągnięty u niego 13 lat temu w zamian za bycie kapitanem Czarnej Perły. Spłata długu polega na oddaniu swojej duszy na służbę na 100 lat na statek Jonesa (alternatywą jest śmierć Jacka Sparrowa). Natomiast Will w zamian za wolność swoją lub ukochanej musi odnaleźć Jacka i zdobyć jego busolę. Will i Jack spotykają się na jednej z wysp Karaibów, którą zamieszkują ludożercy. Jack Sparrow zostaje przez nich uznany za boga w ludzkiej postaci, natomiast Will i załoga „Czarnej Perły” zostają jeńcami. Okazuje się, że tubylcy chcą uwolnić Jacka od jego cielesnej powłoki, którą zamierzają skonsumować. Willowi udaje się uciec i uratować Jacka. Razem wyruszają do czarownicy, która daje im rady co do tego, jak powinni postępować z Davym Jonesem. W drodze powrotnej mają nieszczęście spotkać statek-widmo „Latającego Holendra” z demoniczną załogą na pokładzie. Will dostaje się na jego pokład, aby ukraść jego kapitanowi klucz do tytułowej skrzyni. Na jego pokładzie spotyka swojego ojca, który oddał duszę, aby uchronić swojego syna przed losem pirata. Młody Turner kradnie klucz i ucieka z pomocą ojca, ale statek na którym dostał schronienie zatapia Kraken. W tym samym czasie Jack na Czarnej Perle zmierza do Tortugi (portu piratów), by znaleźć tam dusze, które zgodzą się w zamian za niego wstąpić do załogi „Latającego Holendra”. Równocześnie Elizabeth przybywa także do Tortugi i spotyka Jacka oraz komodora Norringtona, byłego oficera Kompanii Wschodnioindyjskiej, który kiedyś pomógł Jackowi w kolejnej ucieczce. Razem wyruszają na wyspę na której zakopana jest skrzynia. Równocześnie Will po zatopieniu okrętu dostaje się znów na „Latającego Holendra”, ale tym razem bez wiedzy załogi i kapitana. Elizabeth, Jack, Norrington oraz Will (z kluczem) lądują na wyspie, gdzie znajduje się skrzynia. Jednak między wspólnikami dochodzi do kłótni, gdyż każdy chce serca Davy’ego Jonesa, które znajduje się w skrzyni do innego celu. Walczą między sobą o klucz, a równocześnie załoga „Latającego Holendra” dociera także na wyspę. Jackowi udaje się ukraść serce, ale jemu z kolei kradnie je komodor. Ten dostarcza je zarządcy Kompanii, Beckettowi. Natomiast w drodze powrotnej, Czarną Perłę tylko z Jackiem na pokładzie zatapia Kraken wysłany przez rozzłoszczonego Davy’ego. Elizabeth, Will i reszta załogi dostaje się do czarownicy, która proponuje im pewien sposób uratowania Jacka. Ich nowym kapitanem zostaje kapitan Barbossa, znany z poprzedniej części „Piratów”. Historia nie kończy się na „Skrzyni umarlaka”. Pozostawiono otwarte zakończenie, a dalszy ciąg można poznać w trzeciej części „Piratów z Karaibów”, której tytuł brzmi „Na Krańcu Świata” („At World’s End”).

## Kontekst historyczny
W filmie, mimo fikcyjności fabuły, pojawiają się odniesienia do zdarzeń historycznych. Tortuga, na której dzieje się część akcji, jest rzeczywistą wyspą u północnego wybrzeża Haiti. W drugiej połowie XVII w. była to niezależna baza piratów, którą udało się ostatecznie rozbić dopiero w 1688, po 8 latach walk. Historyczna pozostaje także Brytyjska Kompania Wschodnioindyjska.

## Obsada

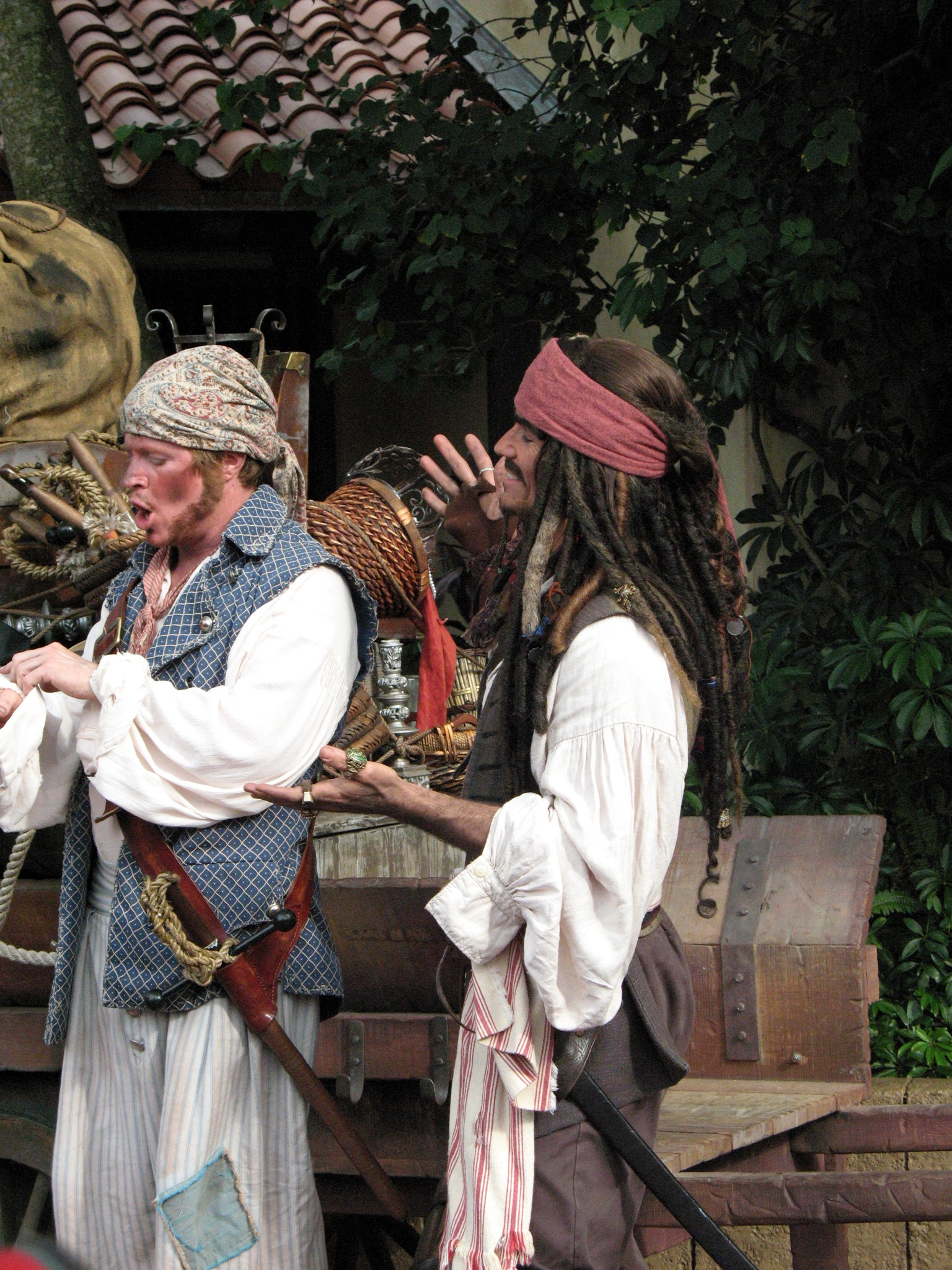
Imitatorzy piratów z Karaibów

- Johnny Depp jako Kapitan Jack Sparrow: Kapitan Czarnej Perły. Jest ścigany przez morskiego potwora z legend – Krakena. Ma niespłacony dług 100-letniej służby na pokładzie Latającego Holendra – statku, którego kapitanem jest Davy Jones. Poszukuje Skrzyni Umarlaka, wierząc, że pozwoli uwolnić się od długu.
- Orlando Bloom jako Will Turner: Kowal, który stał się piratem. Chce zdobyć busolę Jacka Sparrowa, chcąc wymienić ją na ułaskawienie jego narzeczonej Elizabeth.
- Keira Knightley jako Elizabeth Swann: Córka gubernatora, narzeczona Willa. W dniu zaślubin zostaje aresztowana za pomoc w ucieczce Jacka. Ucieka z więzienia, a następnie przyłącza się do pirackiej załogi Jacka Sparrow w pirackim porcie Tortuga.
- Bill Nighy jako Davy Jones: Kapitan Latającego Holendra. Davy Jones był niegdyś człowiekiem. Zostawszy kapitanem Holendra wyciął i umieścił w skrzyni swoje serce, tę zaś ukrył przed niepowołanym dostępem. Przed transformacją, w wyniku której stał się pół człowiekiem – pół krabem z twarzą porośniętą mackami był młodym człowiekiem, zakochanym w kobiecie, która go odrzuciła.
- Jack Davenport jako James Norrington: Po utracie statku w tropikalnym huraganie i zaprzepaszczeniu szans na złapanie Jacka Sparrowa, złożył dymisję i zrzekł się patentu oficerskiego. Dołącza się do załogi Czarnej Perły, próbując odmienić swój los zagubionego człowieka, któremu los odebrał honory i złamał karierę.
- Stellan Skarsgård jako Bill Turner: Ojciec Willa Turnera. Został przeklęty po przywłaszczeniu przeklętego skarbu Azteków na wyspie Isla de Muerta. Sprzeciwił się buntowi z Czarnej Perły, za co został wyrzucony za burtę z przywiązanym do cholewki buta (skąd jego pseudonim) działem. Odnaleziony przez Davy’ego Jonesa, został wcielony do załogi Latającego Holendra.
- Kevin McNally jako Joshamee Gibbs: Pierwszy oficer Czarnej Perły, przyjaciel Jacka.
- Tom Hollander jako lord Cutler Beckett: Stoi na czele Kompanii Wschodnioindyjskiej, wysłany do Port Royal w celu złapania Jacka Sparrowa. Jego obiektem pożądania jest skrzynia Davy’ego Jonesa, zawierająca serce kapitana Latającego Holendra.
- Lee Arenberg jako Pintel: Pirat, członek pierwszej załogi Czarnej Perły, kierowanej przez kapitana Barbossę. Po zdjęciu azteckiej klątwy został uwięziony, po ucieczce wyruszył na poszukiwanie Czarnej Perły, do załogi której przystał.
- Mackenzie Crook jako Ragetti: Nieodłączny kompan Pintela. Ma sztuczne, drewniane oko. „Czyta” Biblię, pomimo analfabetyzmu.
- Naomie Harris jako Tia Dalma: tajemnicza kapłanka, która podarowała Jackowi kompas. Opowiada historię Davy’ego Jonesa, posiada identyczny medalion.
- Jonathan Pryce jako Gubernator Swann. Ojciec Elizabeth, gubernator Port Royale. Jego oczkiem w głowie jest jego córka, choć nie podziela jej wiary w narzeczonego – Willa.

## Nagrody
Oscar (efekty specjalne), 3 nominacje (dźwięk, montaż, scenografia)
nominacja do Złotego Globu (aktor w komedii lub musicalu)
BAFTA (efekty specjalne), 4 nominacje (charakteryzacja, scenografia, kostiumy, dźwięk), nominacja do Ryuu Masauki (film zagraniczny)
nominacja do Grammy (ścieżka muzyczna w filmie kinowym, telewizyjnym lub innej formie wizualnej)
nominacja do ADG (scenografia w filmie fantasy)
9 Teen Choice (pocałunek, film akcji/przygodowy, dramat/film akcji/przygodowy, filmowy wybuch złości, scena krzyku, aktor dramatu/filmu akcji/ przygodowego, filmowy łomot, oślizgły typ), nominacja (aktor dramatu/filmu akcji/przygodowego)
3 Kryształowe Statuetki (film, dramat, ekranowe dopasowanie)
nominacja do CDG (kostiumy w filmie kostiumowym)
nominacja do Eddie (montaż komedii lub musicalu)
2 Złote Popcorny (film, rola), 2 nominacje (rola, czarny charakter)
Satelita (efekty specjalne)
Saturn (efekty specjalne), 4 nominacje (film fantasy, aktor drugoplanowy, charakteryzacja, kostiumy).